# Rapp Payback (Where Iz Moses)
"Rapp Payback (Where Iz Moses)" é uma canção gravada por James Brown. É uma releitura disco de seu sucesso de 1974 "The Payback". Lançada como single de duas partes pela TK Records em 1980, alcançou o número 46 da parada R&B. Também aparece no álbum Soul Syndrome.